# Herbie i Monte Carlo
Herbie i Monte Carlo är en amerikansk spelfilm från 1977 av Walt Disney Productions, baserad på karaktärer skapade av Gordon Buford.

## Handling
Jim Douglas och hans mekaniker Wheelie Applegate reser till Paris tillsammans med Herbie. Där får Herbie möta en Lancia som han blir störtkär i. Samtidigt händer det att två stycken tjuvar är ansvariga för att ha stulit en dyrbar diamant som de har smugglat in i Herbies bränsletank. Nu blir det upp till Jim, Wheelie, och Herbie att vinna Monte Carlo-tävlingen och lösa diamantmysteriet också.